# Vlag van Neer

gemeentevlag van Neer
(1982-1991)

De vlag van Neer is op 30 augustus 1982 bij raadsbesluit vastgesteld als gemeentelijke vlag van de voormalige Limburgse gemeente Neer. De vlag kan als volgt worden beschreven:
Drie banen volgens de vluchtdiagonaal in een diktenverhouding gelijk aan 17:2:17 in de kleuren rood – gegolfd van geel tegen rood en rood tegen geel – geel.
De kleuren van de vlag zijn ontleend aan het gemeentewapen en komen oorspronkelijk uit het wapen van het Graafschap Horne.  De golven sloegen op de Neerbeek, de schuindeling op zijn stroomrichting en op de schutspatroon van Neer, Sint-Maarten.
In 1991 kwam de vlag als gemeentevlag te vervallen, omdat Neer samen met Roggel opging in de nieuwe gemeente Roggel en Neer, die heeft bestaan tot 2007. Toen ging Roggel en Neer samen met Haelen, Heythuysen en Hunsel op in de fusiegemeente Leudal. 

## Verwante afbeelding

Wapen van Neer

Ambt Montfort 
· Amby 
· Arcen en Velden 
· Baexem 
· Beegden 
· Belfeld 
· Bemelen 
· Berg en Terblijt 
· Bocholtz 
· Born 
· Broekhuizen 
· Cadier en Keer 
· Echt 
· Eijsden 
· Elsloo 
· Eygelshoven 
· Geleen 
· Grathem 
· Grubbenvorst 
· Haelen 
· Heel 
· Heel en Panheel 
· Heer 
· Helden 
· Herten
· Heythuysen 
· Hoensbroek 
· Horn 
· Horst 
· Hulsberg 
· Hunsel 
· Kessel 
· Klimmen 
· Limbricht 
· Linne 
· Maasbracht 
· Maasbree 
· Margraten 
· Meerlo-Wanssum 
· Meijel 
· Melick en Herkenbosch 
· Montfort 
· Munstergeleen 
· Neer 
· Nieuwenhagen 
· Nieuwstadt 
· Nuth 
· Ohé en Laak 
· Onderbanken 
· Ottersum 
· Posterholt 
· Roggel 
· Roggel en Neer 
· Schaesberg 
· Schinnen 
· Sevenum 
· Sint Odiliënberg 
· Sittard 
· Stevensweert 
· Stramproy 
· Susteren 
· Swalmen 
· Tegelen 
· Thorn 
· Ubach over Worms 
· Ulestraten 
· Urmond 
· Valkenburg-Houthem 
· Vlodrop 
· Wessem 
· Wittem